# Ultraleichtfluggelände Roggenhagen

i7
i11
i13
Das Ultraleichtfluggelände Roggenhagen liegt im Ortsteil Roggenhagen der Gemeinde Brunn im Landkreis Mecklenburgische Seenplatte in Mecklenburg-Vorpommern. Der Platzhalter und Betreiber ist der Roggenhagener Fliegerclub e. V. „Hans Huckebein“.

## Lage
Das Ultraleichtfluggelände liegt etwa 1,5 km östlich der Ortsmitte von Brunn.

## Flugbetrieb
Das Ultraleichtfluggelände besitzt eine Betriebsgenehmigung für Ultraleichtflugzeuge und Flugmodelle bis maximal 25 kg. Es ist mit einer 520 m langen und 30 m breiten Start- und Landebahn aus Gras (Richtung 12/30), einschließlich eines 297 m langen und 10 m breiten Streifens aus Beton, ausgestattet. Es dient dem Betrieb mit Luftfahrzeugen des Platzhalters sowie Dritter mit vorheriger Zustimmung des Platzhalters (PPR).

## Geschichte
Der Roggenhagener Fliegerclub e. V. „Hans Huckebein“ wurde 1993 gegründet. Das Ultraleichtfluggelände Roggenhagen wurde am 29. Mai 1995 genehmigt.